# Elaphoglossum wageneri
Elaphoglossum wageneri är en träjonväxtart som först beskrevs av Kze., och fick sitt nu gällande namn av Moore. Elaphoglossum wageneri ingår i släktet Elaphoglossum och familjen Dryopteridaceae. Inga underarter finns listade.